# 斯波多比夫卡
49°33′38″N 37°25′58″E / 49.56056°N 37.43278°E
斯波多比夫卡（烏克蘭語：Сподобівка）是位於烏克蘭東部的村莊，由哈爾科夫州庫皮揚斯克區的舍夫琴科韦市镇負責管轄。該村始建於1875年，面積2.5平方公里，海拔高度129米，2001年人口542，人口密度每平方公里216.8人。